# Erionota acroleucus
Erionota acroleucus är en fjärilsart som beskrevs av Wood-mason och De Nicéville 1881. Erionota acroleucus ingår i släktet Erionota och familjen tjockhuvuden. Inga underarter finns listade i Catalogue of Life.